# 三国本町
三国本町（みくにほんまち）は、大阪府大阪市淀川区にある町名。現行行政地名は三国本町一丁目から三国本町三丁目。

## 地理
淀川区の北東部に位置し、三国地域に属している。東に西宮原、西に新高、南の西側に木川西、東側に木川東、南西に野中北、北に西三国と接している。

## 世帯数と人口
2019年（令和元年）9月30日現在の世帯数と人口は以下の通りである。
| 丁目           | 世帯数    | 人口     |
| -------------- | --------- | -------- |
| 三国本町一丁目 | 2,584世帯 | 4,940人  |
| 三国本町二丁目 | 1,650世帯 | 2,976人  |
| 三国本町三丁目 | 1,128世帯 | 2,198人  |
| 計             | 5,362世帯 | 10,114人 |

### 人口の変遷
国勢調査による人口の推移。
| 1995年（平成7年）  | 10,319人 | [ 5 ] |  |
| 2000年（平成12年） | 9,768人  | [ 6 ] |  |
| 2005年（平成17年） | 9,958人  | [ 7 ] |  |
| 2010年（平成22年） | 10,246人 | [ 8 ] |  |
| 2015年（平成27年） | 10,103人 | [ 9 ] |  |

### 世帯数の変遷
国勢調査による世帯数の推移。
| 1995年（平成7年）  | 4,117世帯 | [ 5 ] |  |
| 2000年（平成12年） | 4,085世帯 | [ 6 ] |  |
| 2005年（平成17年） | 4,373世帯 | [ 7 ] |  |
| 2010年（平成22年） | 4,745世帯 | [ 8 ] |  |
| 2015年（平成27年） | 4,895世帯 | [ 9 ] |  |

## 学区
市立小・中学校に通う場合、学区は以下の通りとなる。なお、小学校・中学校入学時に学校選択制度を導入しており、通学区域以外に淀川区にある以下の通学区域に隣接する校区にある小学校・中学校から選択することも可能。
| 丁目           | 番   | 小学校             | 中学校             |
| -------------- | ---- | ------------------ | ------------------ |
| 三国本町一丁目 | 全域 | 大阪市立宮原小学校 | 大阪市立宮原中学校 |
| 三国本町二丁目 | 全域 | 大阪市立三国小学校 | 大阪市立三国中学校 |
| 三国本町三丁目 | 全域 | 大阪市立三国小学校 | 大阪市立三国中学校 |

## 事業所
2016年（平成28年）現在の経済センサス調査による事業所数と従業員数は以下の通りである。
| 丁目           | 事業所数  | 従業員数 |
| -------------- | --------- | -------- |
| 三国本町一丁目 | 81事業所  | 959人    |
| 三国本町二丁目 | 126事業所 | 1,190人  |
| 三国本町三丁目 | 100事業所 | 924人    |
| 計             | 307事業所 | 3,073人  |

## 交通

### 鉄道
- 阪急電鉄
  - 宝塚本線 三国駅（所在地は、新高三丁目であるが、一部は三国本町に入っている。）

## 施設
公共施設
- 淀川警察署 三国駅前交番
- 淀川警察署 三国本町交番
- 淀川三国本町郵便局

教育機関
- 大阪市立三国小学校
- 大阪市立宮原小学校

金融機関
- 北おおさか信用金庫 三国支店

商業施設
- イオンタウン淀川三国
- フレスコ 三国店

公園
- 三国本町公園

## その他

### 日本郵便
- 〒532-0005[3]（集配局：淀川郵便局[13]）